# Tylomantis
Tylomantis es un género de mantis  (insectos del orden Mantodea) que cuenta con las siguientes especies. Es originario de Archipiélago Bismarck.

## Especies
- Tylomantis armillata
- Tylomantis fuliginosa